# Струмишка кула
Струмишката кула (на македонска литературна норма: Струмичка Кула) е средновековна отбранителна кула в град Струмица, Република Северна Македония.
Намира се на улица „Охридска“ и е единствената запазена в Струмишко. Построена е по време на османското владичество и е използвана за отбрана и с жилищна цел. Основата на кулата е квадратна с размери 6,9 х 9 метра. Изградена е от дялан бигор и се състои от сутерен, приземие и още 3 етажа. Междуетажната конструкция е дървена. Има еркерно издадени дървени чардаци на северната и източната страна на третия етаж.